# 熱風KIDS
『熱風KIDS』(ねっぷうきっず)とは、うちやましゅうぞうによる日本の漫画作品

## あらすじ
巷を賑わす道場荒らし。その道場荒らしが神武館にもやってきたと聞きつけ、師範代の藤堂が道場荒らしこと「早坂暁」と対峙する。打撃と関節技の応酬の後、藤堂は早坂の蹴り足を捕まえ、引き倒し、足で膝関節を折りにかかるが、早坂の手が触れただけで逆に足首が折れてしまう。早坂暁は最強を謳われながらも歴史に埋もれた伝説の流派「真神流」の継承者だったのだ。
早坂は更なる強さを求めるべく、日本最大の空手団体「真和会」の大会に参戦。圧倒的な強さで対戦相手を一蹴、勝ち上がっていく。真和会は他流派が大会を制すれば解散を公言していたので存続の危機に立たされてしまう。大会を観戦していた神武館館長「宇童」の計らいによって、神武館の客人として来日していた陽支五行拳の達人、李明賜との特別試合が組まれ対戦。早坂は李によって片手片足を折られるなど苦戦するが、李の右手首を切り飛ばして辛くも勝利。真和会の大会は中断される。
その後、真和会の会長空知は解散を決断。かつて香港で真神流と戦った中国武術稱派(しょうは)の総帥、稱元皇(しょう・げんこう)が中国武術の威信と過去の清算をするべく真神流を潰すために来日。これを契機に真の最強を決めるべく古流格闘術、実戦空手、中国拳法を交えたトーナメントが始まった。

## 概要
古流拳法を学んだ高校生が、更なる高みを求めて格闘技界の猛者たちに戦いを挑むという格闘漫画である。気による攻防と神秘性がクローズアップされているのが特徴。
人間の身体には経穴があり、その点をついて気の流れを正常にする、あるいはバランスを狂わすことによって病気を治す、あるいは身体を麻痺させる、一瞬で死亡させることも可能だが、その点は余りにも小さく、体調や状態によって微妙に位置を変えるので実戦では使えない。よって、自身の気を相手の気に同調させコントロールすることによって経穴を突いたのと同じ状態を引き起こすというのがこの作品の考え方である。真神流の技術が実現可能な技術というよりも超能力の域に達しているので、リアリティとファンタジーの中間に位置する作品だといえる。

## 登場人物

### 真神流
早坂暁
主人公。真神本流の家に生まれたが、母親の胎内で身ごもっている間に、父親の晃紀が中国に旅立っていったので父親との面識はない。独学で真神流を学び、中伝の半ばまでに達したが、成長をするためには独学では不可能と判断。成果を判断してくれる人を探すために各武術道場を訪れたが、あまりにも低レベルだったので稽古の見学中に寝てしまい、それがトラブルとなってやむなく道場破りをする羽目になっていた。
格闘家としては小柄、見た目は至って普通の高校生。本人としては真面目に修行を頼んでいたのだが、相手が凡人であったためバカにされているととられて、道場破りされた側から「とぼけたガキ」と見られていた。
藤堂との対戦や、真和会のトーナメントで宇童の知己を得たことから、神武館で練習を見てもらうことなる。その後、最強トーナメントに参加する。
修得が極めて難しい真神流を、独学にも関わらず中伝半ばまで修得。二回戦の稱派戦では真空宇を破られるが、破った課程を把握し、破るのに使った技を即座に覚えて相手にやり返し、反撃できない状態で気撃で仕留める。なによりも1日にも満たない時間で真神最終技を修得するなど、天才的なまでに学習能力が高い。
羽柴優紀
トーナメント決勝戦の相手。本名は真神優紀。暁の実兄であるが、暁が生まれる前に父親と一緒に中国へ旅立ったので存在を知らず、優紀も暁の存在を知らなかった。
真神流の継承者である父親と決戦して殺したほどの達人であり、他とは一線を画する強さを持つ。トーナメントでも、それぞれの対戦相手、宇童でさえも一蹴して決勝戦まで勝ち上がる。ただし、その気になればいくらでも穏便に決着がつけられたのにも関わらず、2回戦では本城の右手首を真空宇で切り落とし、準決勝では宇童を最終技で殺害するなど残忍さが際だっていた。
敵に対する憎しみによって勝利すると弟に説くが、最終的には人を信じた弟によって敗北。彼の抱いた「憎しみ」というのは、敗北への恐怖の裏返しであり、決勝戦後も生き残るが敗北したという現実に耐えられなくて精神が崩壊してしまった。
真神晃紀
故人。真神流の継承者で暁と優紀の父親。真神流としての高みを目指すべく、優紀と共に中国へと武者修行に旅立つが、中国武術界の絶え間ない襲撃によって心の安定を失い、高みを目指すという目的から身を守る、相手を倒す方法へと道を踏み外してしまった。最終的には優紀との決闘に及び敗北、殺されてしまう。父親の影響で優紀はただ、人を殺すための真神を実戦するようになっていった。

### 神武館
宇童美琴
神武館の館長、男性。真和会の空知とは親友。師範代の藤堂から道場破りの顛末を聞かされ、真和会の大会で早坂の快進撃を目の当たりにすると空知の友人という立場を利用して、李明賜との特別試合をねじこんだ。その後は早坂の練習相手になる。飄々とした気のいいおっさんではあるが、ノールールの試合を真和会の大会にぶち混むなど根はとんでもなさそうである。流派そのものが真神流の打倒を目指しているので、真神流について詳しく、作中では解説役を担っている。
大会後、道場に乗り込んできた稱元皇と戦いになり、気撃による攻防の末、斗宇真(相当)と陰聚破頸の撃ち合いによって両者とも重傷を負い、それでも戦いを継続しようとするが早坂によって止められてしまう。それが最強トーナメントへと発展する。
トーナメントでは準決勝で羽柴優紀と対戦。優紀同様に気を読むことによって後の先のカウンターを打ち込むことには成功したが、真神最終技によって両膝を壊され、次撃で心臓を破壊されて死亡。
藤堂
神武館の師範代で、百科事典と言われるほどに格闘知識が豊富であるが真神流については知らなかった。前述の通りに道場生を叩きのめした早坂と遭遇、蹴り足を捕まえ、膝を極めてから蹴りで早坂の膝を砕こうとしたが放宇で逆に足首を砕かれてしまう。実力に感銘したのか、現われた警官に「稽古中の事故」であるとごまかした。早坂も初めて蹴り足を掴まれた相手であることから感銘を抱き、後に友人になる。
大会後、道場に現われた稱元皇に挑発されて戦闘になるが敗北。トーナメントには選手とは出場せず、審判役を務めていた。宇童死後は神武館を引き継ぎ、真神打倒を目指すことになる。
本城里美
神武館ニューヨーク支部長、男性。トーナメントの開催を知らされて、参加するために真和会ニューヨーク支部長の橘高と帰国。トーナメントの開催場所を探していた早坂と知り合い、たちどころに打ち解ける。飄々とした感じの好青年。
宇童が「唯一、自分とまともに組み手ができる相手」と評した実力者だけに1回戦では稱派の隠義之を一蹴。2回戦では優紀と対戦するが相手が悪すぎた。攻撃を意識の段階でことごとく読まれて、カウンターでボロボロになってしまい、辛うじて一撃は与えられたもののその直後の真空宇によって、右手首を切り落とされて敗北。

### 稱派
稱元皇
稱派の総帥。一時期、時代の影に隠れていた稱家の末裔。武術大会での成績から18歳の若さで大人と呼ばれた実力者。あらゆる武術大会に勝ち続けたが、15年前の真神晃紀との戦いで左手首を失っての引き分けに終り、再戦の機会を狙っていた。
自負が強すぎるあまり、早坂や宇童たちの実力は認めてはいるものの他派を見下している。
真和会の大会は観戦。その後、神武館に乗り込み宇童との戦いになるが、15年前の戦いをなぞるような形で推移し、早坂によって止められてしまう。その後の最強トーナメントでは門弟達を引き連れて来日、真神殲滅を目指す。
宇童と同レベルの実力者、2回戦では早坂も苦戦した李明賜をことなげなく一蹴、準決勝で早坂との戦いに臨むが、覚醒しつつあった早坂の敵ではなく、あっさりと敗れ去ってしまった。
呉孫士
稱派の門弟の1人。トーナメントにおける早坂の1回戦の相手。序盤は猛攻に出るが、早坂が様子を見ていただけで、反撃に出ると立場が逆転。完敗を喫する。
隠義之
稱派の門弟の1人。トーナメントでは本城と対戦。あっさりと敗れ去る。
周孟元
稱派の門弟の1人。1回戦は内田を瞬殺で下し2回戦で早坂と対戦。序盤は早坂を圧倒、斗宇真を迎撃、真空宇は使われる前に迅空(相当)と手刀の2連発で封じるなど追い込むが、その後、受けながらも即座に修得した早坂の迅空で床に倒され、動けない状態で斗宇真を食らい敗北。
張信貴
稱派の門弟の1人。2回戦で空知と対戦。空知を棄権を促すが拒否。結局は意表を突かれた空知の喧嘩殺法に敗れ去る。
洪栄龍
稱派の門弟の1人。1回戦2回戦を順当に勝ち上がり、3回戦で早坂と対戦。力の差を見せつけられた羽柴本城戦の後のため、早坂は気を読むために攻撃を避けずに受けることを選択。洪は一方的に早坂を攻撃するが、攻撃されるうちに読み通りに早坂は気を読む力を修得。黙視孔で早坂を一時的な失明状態に陥らせるも、空世孔を打とうとしてカウンターで人中に一撃を受けて敗北する。

### 真和会
空知隆明
真和会の総帥で、宇童の友人。宇童からは「ここ一番で妙にムチャクチャな力を発揮する」と評される。1代で真和会を築いて大組織にまで成長させたのだから、格闘技者以上に組織のリーダーとして優れている人物である。
真和会の大会で他派が優勝したら真和会は解散、空知は引退する代わりに優勝者と引退試合を行うと公言していただけに、大会における早坂の進撃は脅威であったが宇童の介入によって結果的には大会が中止となり、解散は免れる。
しかし、ケンカに勝つためにノールールな空手を造り上げたが、大勢に支持されて広く普及したがために逆に試合でルールを設けなければいけない皮肉な現状に不満を持っていたので、早坂・李戦で触れられたくない部分に刺激されて解散を決意。実戦感覚を取り戻すために道場破りを繰り返したあとにトーナメントに参戦することになる。
2回戦で稱派と対戦。浴びせ蹴りの連発とパワーで序盤は有意に立つものの、関節突打で左肩を壊されて窮地に。しかし、陰聚破頸を食らいながらの浴びせ蹴りで相手の身体に落ち、動きを封じ込めての関節技で相手の両腕を折り、蹴りの乱打で勝利する。だが、左肩の負傷と次の対戦相手が宇童で勝てる見込みがなかったことから棄権。結局は相打ちになる。
辛うじて気功使い相手に勝ちはしたものの限界を実感、トーナメント終了後は真神に対抗できる人材を捜すために真和会を復活させる。

### 陽支五行拳(みょうしごぎょうけん)
李明賜
陽支五行拳の達人で、神武館の宇童に客人として招かれ来日していた。真和会の大会では宇童と共に観戦していて、早坂の実力について最初は懐疑的ではあったものの、早坂の力に興味を抱き、宇童の計らいによって早坂との特別試合を組んでもらうことになる。試合では旋双脚や関節技などで圧倒し、早坂の片腕片足を折るが、逆上して我を失った早坂の真空宇によって右手首を切り落とされて敗北。
特別試合を李は果たし合いと受け止めていたので、軽く考えた早坂に怒って試合では酷薄な態度を取ったが、後に打ち解けて早坂とは友人になる。
トーナメントでは2回戦で稱元皇と対戦。稱元皇は過去に李の師匠である劉彌徳と、事前の策略で力を出せないようにした上で戦い勝利したことあるので恨んでいたが、実力の差は歴然としており、旋双脚で意表を突こうとしたものの失敗。関節技も対応され、最後は死点を突こうとしたが外してしまい、黙視孔で失明させられた後の陰聚破頸で敗北する。

## 流派
真神流(まさがみりゅう)
戦国時代に真神紀信(まさがみ・きしん)が起こした流派。向かうところ敵無し、世界最強の流派と言われていたが、真神紀信があまりにも天才過ぎたので、修得が至難で一族以外の人間には欠片程度にしか修得できず、従って流派としては広まることなく歴史の中に埋もれていった。足を手と同じように使いこなすという特徴があり、相手の素手の攻撃をハイキックで受け止めるという独特な動きをする。初伝では気をエネルギーとして発生、それを力として用い、中伝では自分の気を操りながら、相手の気を操り操作する。奥伝では相手の気を飲み込みこむことを極意とする。
他派も真神流打倒のために研鑽を重ねており、稱派の陰聚破頸(おんしゅうはけい)のように真神中伝技と同等の技を使える。が、真神流の達人ともなれば相手の攻撃を読めてしまうので、二歩以上も先に行かれているのが現状である。
- 放宇 :初伝技。気を手足に込めて打つという技で、他派なら最終奥義に相当する技。触っただけで骨を折ってしまうほどの威力があり、藤堂が足首を骨折したのもこの技。同程度の気を込めれ相殺されてしまうという欠点があり、李明賜戦以降では使用されなくなる。気撃とも呼ばれ、他派も同程度の技を持っている。
- 真空宇 :中伝技。相手の気撃を自らの気を集中して受け流し、同時に相手の攻撃箇所から気を奪い去って、気がなくなって枯れ枝のような状態になった部位を切り落とすという攻防一体の技。大概が手に気を込めて攻撃してくるので、その手を手首から切り落とされる凄惨な結果になりがちである。李明賜と本城里美は無事に接合することができたが、稱元皇はその当時に切断した手足を接合できる技術がなかったので義手に置換えている。
- 斗宇真 :中伝最終技。上記のように自身の気を放ち、相手の気の流れを操作して爆発させるという技で、一方的に決まり、気を完全に点で集中することができれば腕を肩から吹き飛ばすほどの威力がある。遠距離からの攻撃が可能でそのモーションは波動拳やかめはめ波に似ているが、それらは高エネルギーを発生させて相手にぶつけるという技で、斗宇真はそうではない。陰聚破頸も同等の技である。
- 真神最終技 :自身の気で相手を飲み込み、相手の身体に浸透。その気で内部から攻撃するという技で、鍛える事が不可能な内蔵や脳に直接打撃を加えることができるので一撃で相手を殺害することができる。中伝を修得した上で相手の気を読み、自身の気を読ませない戦いを続けることによって自然に修得できる技だというのが宇童の解釈なので、教えられて修得できるものではない。真神400年の歴史の中でも修得できたのは、6人だけである。

神武館
看板は「古流拳法 神武館」拳法とはいうが、藤堂も関節技を使うなど何でもありの流派であり、自由組み手のルールも戦意喪失もしくは、戦闘不能になるまで続けるというアバウトなものである。真和会ほどではないがアメリカにも道場を構えているので、それなりに繁盛しているようである。真神が最強を極めた頃、真神を打倒するために誕生した流派の一つであり、斗宇真に相当する技も使える。
- 迅空 :筋肉を瞬間的に弛緩から緊張させ、生まれた力を足元から足首、腰のひねりを使って、腕の先まで持っていて打つという技。掌を密着させた状態からでも正拳突き以上の破壊力を持つ。言うなれば「理論的な説明がついた寸剄」ただし、宇童が空知に稱派の真空宇破りを説明した時に、例えとして引用したもので実際につかったものではない。稱派も同等の技を持っている他、早坂は受けただけで使いこなせてみせた。

稱派
代々、中国皇帝に武術指南として仕え、近衛武官をも勤めた稱一族の拳法。中国武術界からは最強とも言われた流派であるが、皇帝のボディーガードの拳という出自から敗北が許されず、対戦相手を策略で実力を出せない状態にしてから仕留めることも辞さないので、李明賜からは怨まれている。打撃系と気功が主体で、関節技こそないが独特な技を持っている。
- 陰聚破頸 :斗宇真参照
- 関節突打 :関節めがけて指拳で突きを入れる技。まともに入ると関節が外される。
- 孔空術(こくうじゅつ):経穴への直接打撃は上述した理由で難しいため、打ちやすい点を組み合わせて打つことによって、打ちづらい点を打ったのと同じ効果を得られるようにした技。組み合わせと効果のバリエーションが無数なので、極めて効果的であるといえる。
  - 黙視孔 :一時的に失明させる
  - 空世孔 :作中では決まらなかったため効果は不明であるが、恐らくは戦闘不能にさせる物だと思われる。

真和会
実戦空手の流派。空知隆明が試合のルールに捕われて実戦では使えなくなった空手を実戦で使えるように再構築したもので、国内外に10万もの会員持つ最大規模の格闘団体。ある意味では真神流とは正反対ともいえる。格闘界では漠然と最強だと思われていたが、試合では手と肘による首から上への攻撃が禁止されているので、多派から顔面攻撃に弱いと思われている。気を用いた技術がないので、この漫画では分が悪い。
陽支五行拳
中国拳法の一派で、拳と蹴りの他に関節技も使うのが特徴。
- 旋双脚 :宙返りをしながら後ろから迫ってくる敵に、右足左足の2発の蹴りを立て続けに相手の身体に落としていくという技。蹴り足の踵に回転と落下のスピードど体重がかかるのでまともに食らえば死ぬが、モーションが大きいので躱されやすい欠点もある。このため、フェイント的な使い方もあり、それで早坂は腕を折られている。
- 死点 :陽支の高弟のみに伝えられた経穴の一つで、突けば一撃で死ぬほどの威力はあるが、極めて突きづらいので稱元皇からは「当たらなければどうということもない」と酷評されている。